# Панкрац фон Щадион
Панкрац фон Щадион (на немски: Pankraz von Stadion; † пр. 25 юни 1467) е от благородническата швабска фамилия „фон Щадион“ от Оберщадион в Баден-Вюртемберг.

## Произход
Той е вторият син на Конрад фон Щадгун († 1439?) и съпругата му Аделхайд Флек фон Шмихен († сл. 1436). Брат е на Валтер фон Щадион († 1457) и Йохан фон Щадион († сл. 1454). Внук е на Итал фон Щадгун († сл. 1386) и първата му съпруга Агнес фон Райсенщайн. Потомък е на рицар Валтер фон Щадегун († сл. 1292) и Енгелбурга († сл. 1283).
Той е дядо на Кристоф фон Щадион (1478 – 1543), епископ на Аугсбург (1517 – 1543).
Родът „фон Щадион“ изчезва по мъжка линия през 1908 г.

## Фамилия
Панкрац фон Щадион се жени за Агнес фон Лаубенберг, дъщеря на Йос фон Лаубенберг и Маргарета фон Вайлер. Те имат четирима сина:
- Конрад фон Щадион († пр. 1528), женен за Клара фон Венау († сл. 1486); имат осем деца
- Николаус фон Щадион († 1507), женен за Агнес фон Гюлтлинген, дъщеря на Херман фон Гюлтлинген и Бригита фон Щайн; имат четири деца, между тях:
  - Кристоф фон Щадион (1478 – 1543), епископ на Аугсбург (1517 – 1543)
- Йохан фон Щадион († сл. 26 септември 1493)
- Валтер фон Щадион († сл. 1440)